# Tom Wills
Pour les articles homonymes, voir Wills.
Thomas Wentworth "Tom" Wills, né le 19 août 1835 à Molonglo Plain et mort le 3 mai 1880 à Heidelberg (Victoria), est un sportif australien, notamment reconnu comme le principal artisan de la création du football australien.

## Famille et jeunesse
Tom Wills est né le 19 août 1835 à Molonglo Plain près de Canberra, dans la colonie pénitentiaire de Nouvelle Galles du Sud. Fils aîné d'Horatio et Elizabeth (née McGuire), il fait partie d'une troisième génération d'Australiens descendant d'une lignée de prisonniers : sa mère est née lors d'un transport de prisonniers en provenance d'Irlande, et son grand-père paternel, Edward Wills, était un ouvrier du Surrey, dont la peine de mort pour banditisme a été commué en bannissement, et qui est arrivé à Botany Bay à bord du "bateau de l'enfer", le Hillsborough, en 1799. Edward fut gracié en 1803 et fit fortune dans le commerce à Sydney avec son épouse Sarah (née Harding). Horatio, ainé d'une famille de six enfants, naquit en 1811, cinq mois après le décès de son père. Sarah, sa mère, se remaria avec George Howe, propriétaire de la Gazette de Sydney. Durant l'exercice de ses fonctions en tant qu'éditeur du journal, Horatio rencontra Elizabeth, une orpheline de Parramatta, qu'il épousa en décembre 1833. Tom naît en août 1835 et est baptisé sous le nom de Thomas Wentworth Wills dans la paroisse de Saint Andrew, à Sydney janvier 1837. Son père défend alors l'établissement d'une république en Australie.
En 1839, il installe sa famille en pleine campagne  à Lexington dans l'ouest de l'État du Victoria. Le jeune Tom côtoie alors les Aborigènes de la région et s'imprègne de leur culture, apprenant la langue de la tribu vivant près de chez son père, les Djapwurrung, connaissant leurs danses, et jouant avec leurs enfants. Vu les liens entretenus par sa famille avec les Aborigènes, il très probable que Wills ait assisté à une rencontre de marngrook, un sport aborigène très proche des premières versions du football australien qui aurait pu l'influencer lors de la rédaction des premières règles du foot australien. Néanmoins, il participa aussi à des expéditions punitives contre des tribus considérées comme « prédatrices ».
Entre 11 et 14 ans, Tom Wills étudia trois ans à la Brickwoods School de Melbourne.

## Étude en Angleterre

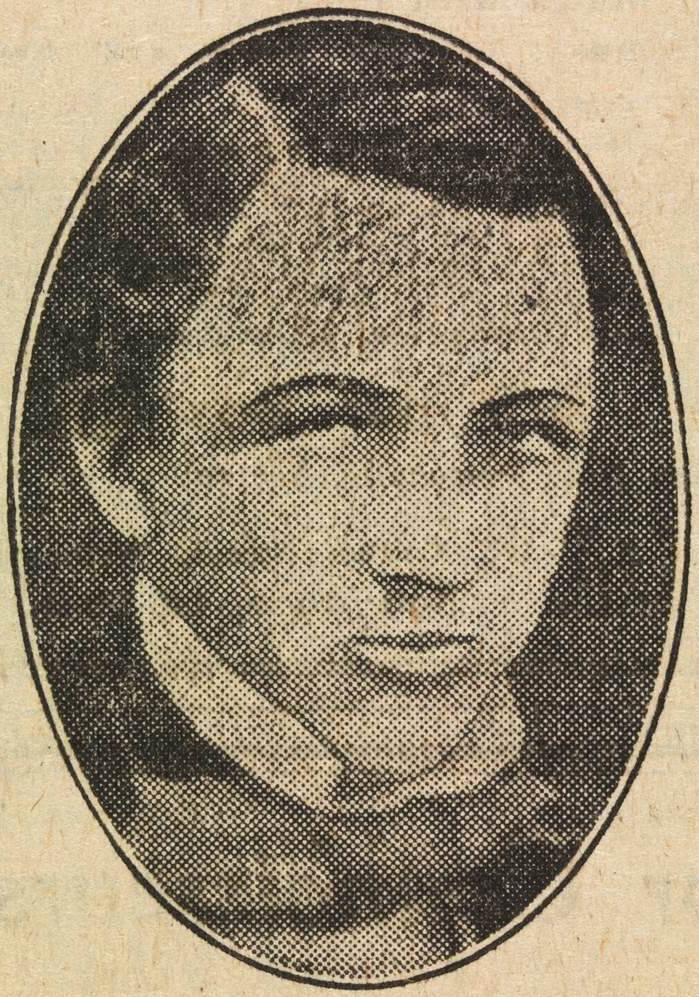
Daguerréotype de Tom Wills pris lorsqu'il était à la Rugby School.

En février 1850, Wills est envoyé en Angleterre pour étudier dans la prestigieuse Rugby School. Son père souhaitait qu'il fasse des études de droit. Il arriva à Londres après un voyage de cinq mois. Là-bas, pendant les vacances scolaires, il resta avec sa tante paternelle Sarah Alexander, qui avait quitté Sydney après la mort de son premier mari, William Redfern.
À l'école, il joue au rugby et au cricket, faisant preuve de talent dans ces deux disciplines. Il fut désigné capitaine de l'équipe de rugby et reconnu comme un des meilleurs espoirs du cricket britannique lors de sa dernière année en Angleterre. 

## Tom Wills et le cricket

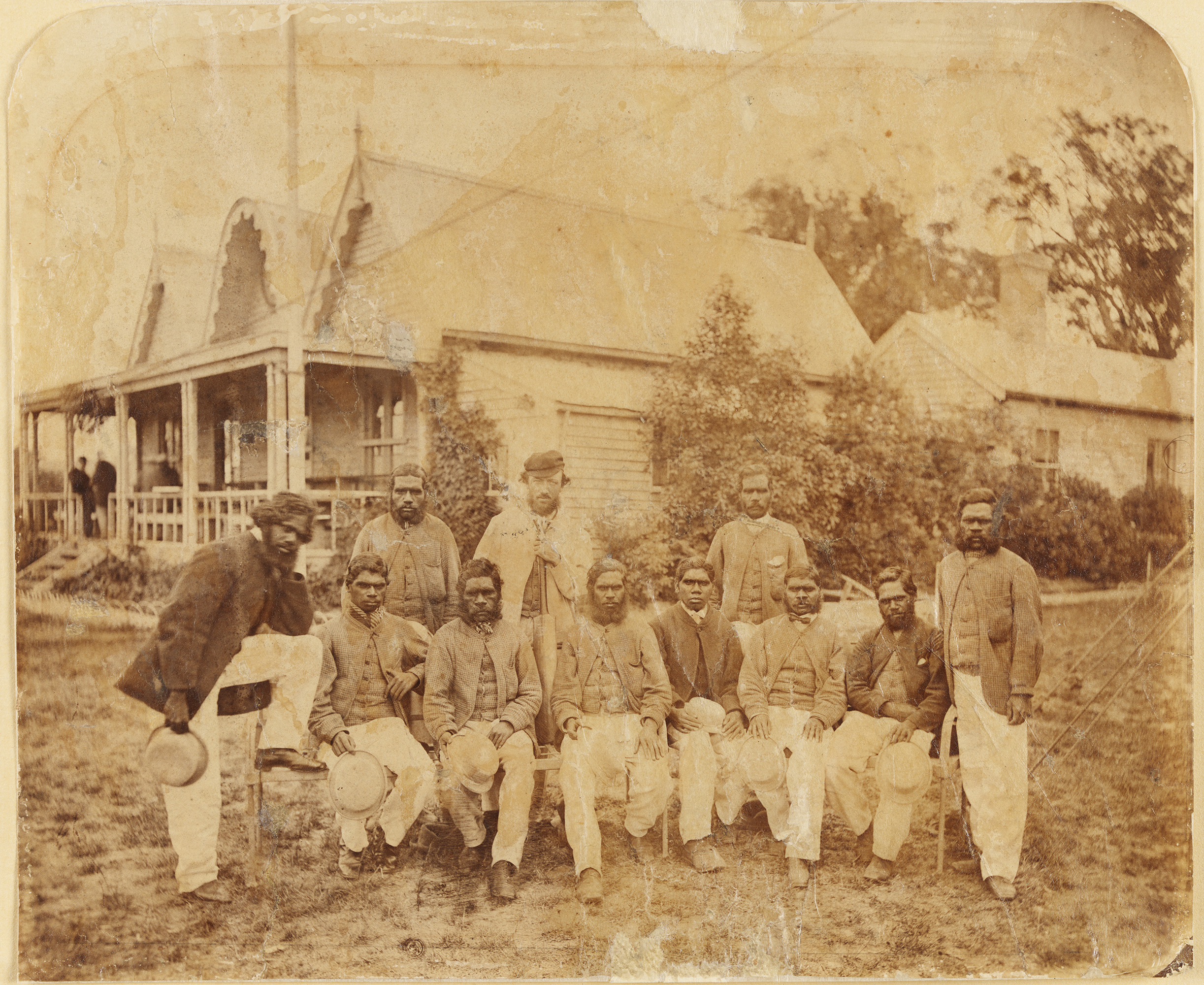
Tom Wills avec l'équipe de cricket Aborigènes qu'il emmena en Angleterre

Tom Wills rentra à Melbourne en 1856 à l'âge de 21 ans et devint l'un des meilleurs joueurs de cricket de tout l'État du Victoria, prenant part à des matchs intercoloniaux contre la Nouvelle-Galles du Sud, le Queensland et la Tasmanie. En 1866, Wills entraîna la première équipe de cricket exclusivement composée de joueurs aborigènes. Deux ans plus tard, Wills emmena ses joueurs en Angleterre pour une tournée de matchs inédites.
Le grand-père de Wills avait été envoyé dans la colonie pénitentiaire de Sydney pour grand banditisme. Cet héritage fut difficile à porter pour Wills ; à cette époque, l'Australie faisait tout pour effacer les traces des anciennes colonies pénitentiaires. Wills passa la majorité de sa vie à défendre les droits des bagnards émancipés, ceux qui avait prouvé leur valeur dans la société.
Le Melbourne Cricket Club (MCC), comme beaucoup d'institutions de la haute société, était connu pour sa discrimination envers les descendants de bagnards,. Une des plus grandes réussites de son combat fut son admission en tant que membre privilégié du MCC malgré son ascendance criminelle.

### Tom Wills et le football australien

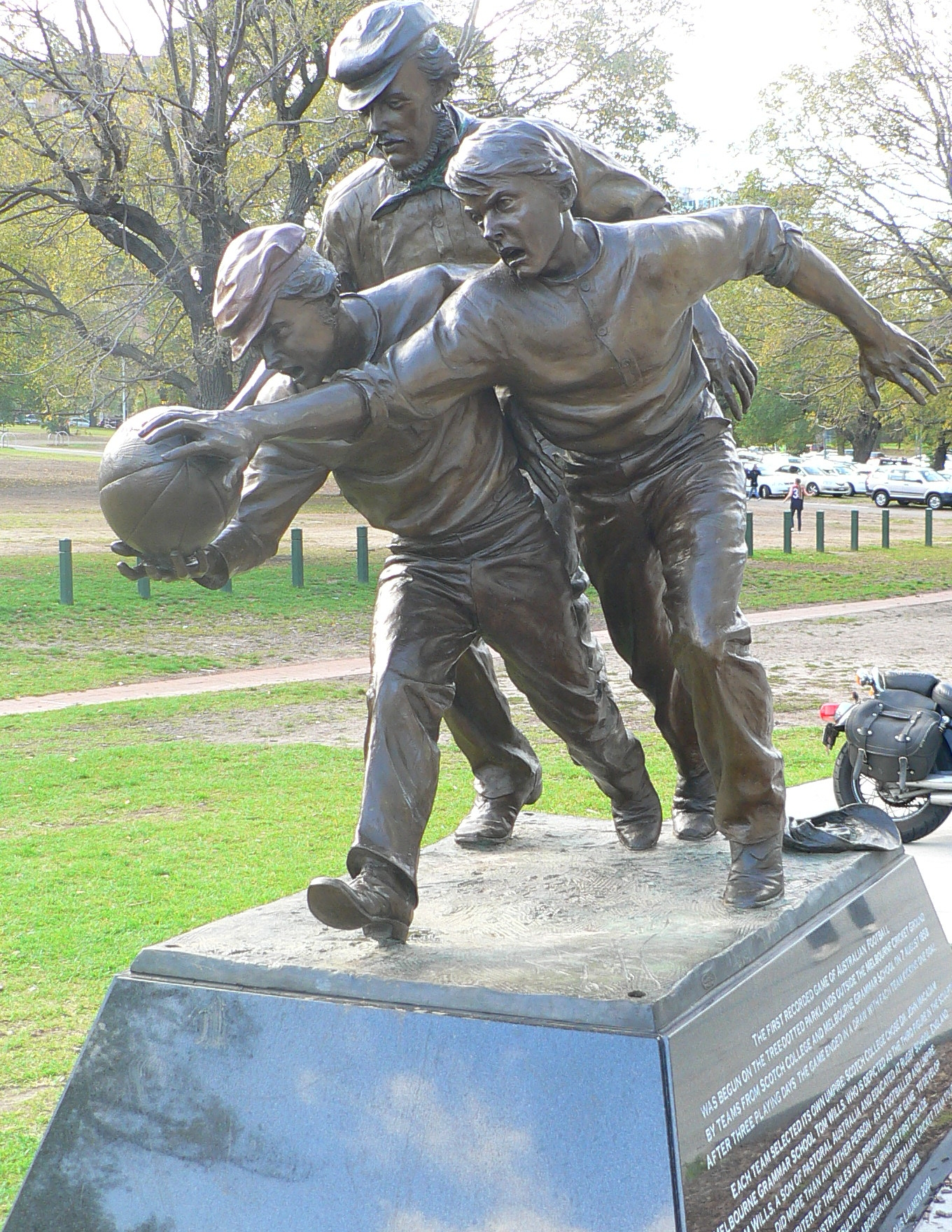
Statue de Tom Wills arbitrant un des premiers matchs de football australien

Son père était devenu député du parlement du Victoria, mais Tom ne souhaitait pas contenter son père en travaillant comme avocat. Il préfère se concentrer sur le cricket, dont il devient en deux ans la star incontestée. Le 10 juillet 1858, Tom Wills, désireux de faire partager son expérience du sport en Angleterre, écrivit une lettre au journal 'Bell's Life in Victoria and Sporting Chronicle', appelant les amateurs à créer des clubs de football qui permettraient aux joueurs de cricket de rester en forme pendant l'hiver . Cette lettre est considérée aujourd'hui comme l'acte fondateur du football australien car trois semaines plus tard, un match de football fut organisé par un de ses amis, cricketer professionnel et tenancier de pub, Jerry Bryant : le 7 août 1858, Wills fut l'un des arbitres du match entre le Scotch College et la Melbourne Grammar School dans les environs de Melbourne,. Bien que les règles en vigueur aient été bien différentes de celles appliquées aujourd'hui, cette rencontre est considérée par beaucoup comme le premier match de foot australien jamais disputé. Les deux écoles s'affrontent depuis cette date une fois par an. Une statue a été érigée aux abords du MCG pour commémorer cet événement. Les règles utilisées étaient plus proches du rugby. Plusieurs autres matches improvisés ont lieu pendant les semaines qui suivent. 
Le 14 mai 1859, le Melbourne Football Club voit le jour. Trois jours plus tard, le 17 mai 1859, Tom Wills prit part à une réunion dans un hôtel de Melbourne, le Bryant's Parade Hotel, au cours de laquelle furent rédigées pour la première fois les règles du football australien. Bien qu'étant un excellent joueur de rugby, Wills été convaincu que les Australiens devait avoir un "jeu bien à eux" et moins violent que le rugby, qui tolérait alors le « hacking » (coups de pied dans les tibias). Il fallait que cette pratique permette aux joueurs de cricket de s'entretenir sans se blesser sur les terrains particulièrement secs et durs de l'Australie.
Au cours de cette année, Wills s'investit énormément dans la création de deux équipes, le Melbourne Football Club et le Geelong Football Club, qui existe encore aujourd'hui et font tous les deux partie de l'AFL. Wills fut nommé  "Champion des Colonies" trois fois, une fois avec Melbourne et deux fois avec Geelong.
Wills continua de s'investir dans la promotion du football australien jusque dans les années 1860.

### Mort
Dans les dernières années de sa vie, habitant avec Sarah Barbor à Heidelberg à la périphérie de Melbourne, son état alcoolique empire. Les derniers courriers de Wills, datés du 15 mars 1880, ont été écrits à Cedric et Horace sur Cullin-la-Ringo, qui ont été touchés par les sécheresses. Dans ses lettres, il demande de l'argent, afin de régler quelques dettes et rêvant de quitter la Tasmanie.
Isolé et désavoué par la majorité de sa famille, Wills est devenu, selon les mots de l'historien australien du cricket David Frith, "un dangereux et incurable alcoolique". Wills est admis au Royal Melbourne Hospital à l'âge de 44 ans, souffrant d'un delirium tremens, la plus sévère forme de conséquence neurologique lors d'un sevrage d'alcool. Paranoïaque et délirant, Wills s'échappe de l'hôpital psychiatrique le 1er mai 1880 et retourne chez lui. Il se suicide le lendemain matin en se plantant par trois fois les ciseaux dans le cœur.

### La reconnaissance de son œuvre
Pendant de nombreuses années, le rôle de Wills dans la création du football australien a été volontairement minimisé par les officiels du MCC. C'est son cousin, H. C. A. Harrison, qui était alors crédité pour le travail de Wills. Mais lorsque l'attitude de l'Australie, et du MCC en particulier, concernant l'héritage des bagnards changea, l'œuvre de Wills fut enfin reconnue à sa juste valeur.
En 1998, un monument en l'honneur de Tom Wills fut érigé dans la ville de Moyston, sa ville natale.
Une sculpture de Louis Laumen à l'effigie de Tom Wills a été érigée aux abords du MCG en 2002.  
L'inscription sur la sculpture est la suivante :
A fait plus que toute autre personne - en tant que joueur et arbitre, corédacteur des règles et promoteur du jeu - pour le développement du football australien pendant sa première décennie.
Une salle de la tribune sud du MCG réservé aux manifestations officielles porte son nom.